# Monte di Cote
Il Monte di Cote è una montagna dell'isola d'Elba.

## Descrizione
Situato nella parte occidentale dell'isola, fa parte della catena del Monte Capanne e raggiunge un'altezza di 950 metri sul livello del mare.
La sua sommità è caratterizzata da grosse cote («massi») monzogranitiche, da cui il nome attestato dal 1885. Sul lato occidentale della vetta è presente un valico chiamato Passo di Bergo, toponimo che deriva dal longobardo berg («monte»). Sul versante meridionale si trova un quartiere pastorale, il Caprile di Cella (attestato dal 1840 e chiamato anche Caprile di Natalino).

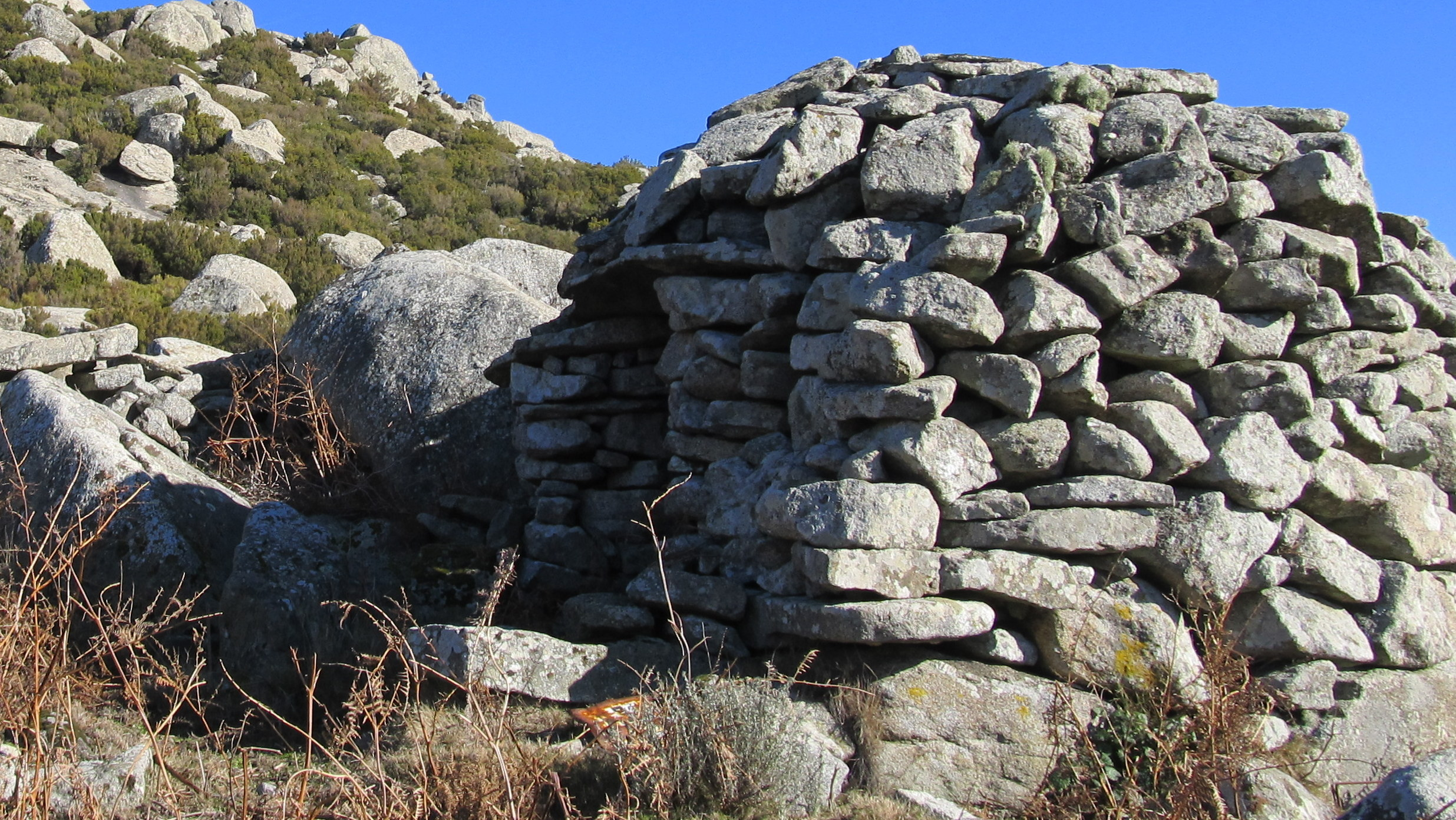
Caprile di Natalino

## Ambiente
La vegetazione tipica è composta dalla gariga caratterizzata dai cuscinetti spinosi di Genista desoleana e da Helichrysum italicum, Crocus ilvensis, Pancratium illyricum, Juniperus oxycedrus, Taxus baccata (che qui ha il limite occidentale della distribuzione elbana), Ostrya carpinifolia, Fraxinus ornus e Crataegus monogyna.

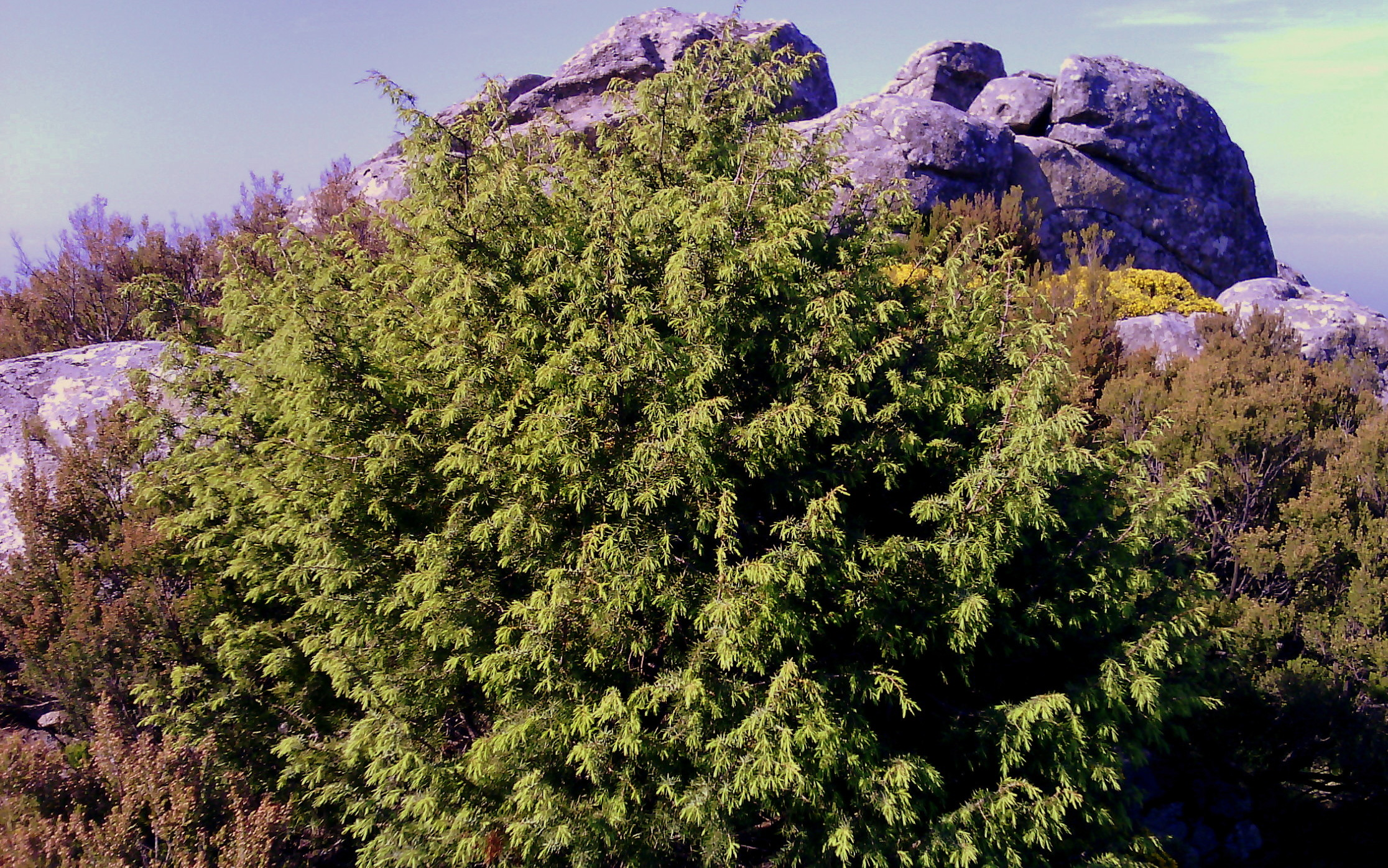
Ginepro rosso sul Monte di Cote